# Moja Reč
Moja Reč je slovenské hiphopové duo, které tvoří rapeři s uměleckými jmény Supa a Delik původem z Handlové. Spolupracují s kapelou Komplot. Na koncertech bez živých nástrojů s nimi vystupoval DJ Ali, který v roce 2009 zemřel. Jejich producent je Jozef Engerer.
V roce 2004 nahráli demo, na kterém se nachází 14 skladeb, z toho prvních sedm s kapelou Komplot a dalších sedm je nahraných do podkladů z nichž 5 je od Ramona a 2 od Veca. Demo je k dispozici zdarma ke stažení na různých internetových stránkách.
V roce 2006 vydali Dobrí chlapci mixtape vol. 1 obsahující 19 skladeb a ke konci toho roku vydali i debutové album S/M show s hosty jako H16, Vec, Supercrooo nebo Idea. Fanoušci i kritici dost kritizovali zvuk alba, skupina ho v roce 2008 dala na volné stažení s vylepšeným zvukem.

## Diskografie

### Studiová alba
- 2006: S/M show
- 2009: Dual Shock (2CD)
- 2011: Dobrí Chlapci 3
- 2016: Offline
- 2020: Zase doma
- 2022: Dobrí Chlapci 4

### Mixtapes
- 2006: Dobrí chlapci mixtape vol. 1
- 2007: Dobrí chlapci mixtape vol. 2

### Ostatní
- 2004: Moja Reč & Komplot – Demo
- 2010: Delik – Daj mi 5 (EP)
- 2010: Delik & Bene – záblesky geniality/úlomky šialenstva (album)
- 2012: Delik – XXX Tape
- 2013: Delik – Sloboda
- 2014: Supa- Čierne dni
- 2015: Delik – Rozlučka so slobodou (EP)

### Mimoalbumové skladby
(Seznam zahrnuje i skladby, kde se členové Moja Reč představili jako hosté)

#### 2005
- Zverina – Svetlo v tme

14. „Spomienky na časy“ (ft. Moja Reč)

#### 2006
- Idea – Malý Pepek mixtape vol. 1

04. „16 bars“ (ft. Moja Reč) (prod. D-Tonate)
10. „Ty nikdy“ (ft. Moja Reč & Tafrob) (prod. DJ Fatte)
- Nejbr Hip Hop mix vol. 2

13. D-Tonate – „Mnoho podob“ (ft. Moja Reč & Idea)
20. Kateřina Winterová, Moja Reč, Vec & Supercrooo – „Dávej bacha“
- Viktor Hazard – Rapsuperstar mixtape vol. 2

04. Moja Reč – „Slam panch contest“ (prod. Jozef Engerer)

#### 2007
- A.D. & Trib – Numero uno

04. „Technika“ (ft. Moja Reč) (prod. Trib)
- AMO – Family Biznis

08. „Ideme tour“ (ft. Moja Reč) (prod. Viktor Hazard)
- DJ Yanko Král – Thug errčite mixtape vol. 2

05. Moja Reč – „1, 2, 3, 4“
- Dramatikz – Drzeee tejpy

12. „Nikdy nemám dost“ (ft. Moja Reč) (prod. Abe)
- Grimaso – Kto dá viac

02. Majk Spirit, Opak, Supa – „Návod“ (prod. Grimaso)
13. Delik – „Tomu vrrr“ (prod. Grimaso)
- IdeaFatte – 365

05. „Máme vás“ (MCs remix) (ft. Moja Reč & Strapo) (prod. DJ Fatte)
- Nejbr Hip Hop mix vol. 3

10. Moja Reč – „Máš pravdu“ (ft. Komplot)
- Tafrob

„Musíš si to ošéfovat“ (Emeres remix) (ft. Moja Reč)
- Tafrob – Není co stratit

04. „Musíš si to ošéfovat“ (ft. Moja Reč) (prod. D-Tonate)
- Vec

„Tozmemi (remix 2007)“ (ft. H16, Zverina & Moja Reč) (prod. Vec)

#### 2008
- 20Ers – NEWSCHOOL sekce (CD2)

08. Moja Reč – „Sieť“ (ft. Marián Čekovský)
- Bacil – Poezie Ulice

11. „O čo ti ide?!“" (Ft. Supa) (prod. Abe)
- DJ Logic – Shine like diamonds mixtape

02. Moja Reč – „Kde mám love“ (prod. Shadow D.)
08. Moja Reč – „Step back“ (DJ Logic mashup)
09. Supa – „Skit“ (prod. Nosey)
11. Delik – „Queens skit“
15. Moja Reč – „Daj ho von“ (Zvěřina speaks)
22. Moja Reč – „Malí suckers“
38. Moja Reč – „Skit“ (prod. Nosey)
- DJ Sven – Všetci skapete mixtape vol. 1

13. Moja Reč – „Piče a kokoti“ (DJ Sven mashup)
- Dramatikz – Druheee Drzeee Tejp (mixtape)

12. „Čo ťa neminie“ (ft. Zverina, Moja Reč, Jay Diesel, Věc, DJ Lucco & Hafner)
- H16 – Čísla Nepustia

11. „Komu môžem veriť“ (ft. Moja Reč) (prod. Abe)
- IdeaFatte – Mezitím

07. „Noční směna“ (ft. Supa) (prod. Fatte)
- Karaoke Tundra & DJ Spinhandz Kačica s hlavou tigra mixtape

19. Supa – „Merde“ (prod. Karaoke Tundra)
- L.D. – E.M.O.

09. „Trumf“ (ft. Delik & JSM)
- Modré Hory

„Démon s tělem“ (ft. Supa)
- Modré Hory – Dobré slohy mixtape

20. "Démon s telom" (Peko Estrogen remix) (ft. Supa)
- Moja Reč

„Kde mám love“ (prod. Shadow D.)
„Pro fans“
- PIO Squad – Interview

09. „Hra“ (ft. Dannie & Moja Reč) (prod. D-Tonate)
- Proč Ne?!

08. „NeMiJe“ (ft. Moja Reč) (prod. Ramon)
- Příběh Ulice (OST)

03. Opak & Supa – „Battle“ (prod. Opak)
04. Opak & Supa – „Kto z koho“ (prod. Opak)
07. Moja Reč – „Hľadám únik“ (prod. Ramon)
- Strapo & DJ Spinhandz – 50:50 mixtape

16. „Ak to takto pôjde ďalej“ (ft. Moja Reč) (prod. Godot)
- Věc – Funkčný veterán

05. „Ony si ma nájdu“ (ft. Delik & Hugo Toxxx) (prod. Věc)
09. „Tu“ (ft. Supa) (prod. Věc)
- Vendetta – Takeover (mixtape)

12. „Pchajú sa nám do riti“ (ft. Delik, Jimmy Dickson & Sergei Barracuda)
- Zeměvzduch

„Bonus track“ (ft. Delik)

#### 2009
- Delik

„Daj si to“
- DJ Mike Trafik – H.P.T.N. Bigg Boss sampler vol. 1

14. Moja Reč – „Džungla!“
- DJ Spank – 90bpm narodeninový mixtape vol. 3

11. Moja Reč – „Wipeout“ (prod. Jozef Engerer)
- H16 – Antivirus mixtape

06. „White tee je nutnost“ (ft. Delik) (prod. Tatínek)
12. „Životná šanca“ (ft. PNS & Delik) (prod. Emeres)
- MAAT

„Nahoru do pekla“ (ft. Delik, Jay Diesel & Natalie)
- Orim – Stále si idem svoje (demo)

07. „Stále taký istý“ (ft. Supa)
- PNS – Fikcia vs. realita

11. „Životná šanca“ (ft. Delik & Tatínek) (prod. Emeres)
- Roman Zámožný – 11:55 mixtape

13. Supa – „Paviel shit“
16. Delik – „Fisting“
- Vec

„Vianočná“ (ft. Moja Reč, Zverina & Hafner)
- Vec – Funkčné remixy

08. „Tu“ (Undotrib remix) (ft. Supa)
14. „1. milion“ (remix) (ft. Delik & Zverina) (prod. Věc)
18. „Tu“ (Side9000 remix) (ft. Supa)
- Zverina – Zvierací inštinkt

10. „Ona a on“ (ft. Supa) (prod. Stym)
11. „Povedz mi“ (ft. Delik & Vec) (prod. Vec)

#### 2010
- ADiss

„Uletieť“ (ft. Supa) (prod. Mikel)
- Bene & Supa

„René Gát píše Romanovi Dickovi“ (prod. Paulie Garand)
- Bio – Vzkriesenie

04. „Trable si ma hľadajú“ (ft. Delik)
05. „Libertas“ (ft. Supa & Majco8Kuna)
- Delik

„Ballers Indoor Streetball Series 2k10 promo“
„Bum Bum“ (DJ Sven & DJ Yaksha mashup)
- DJ Mike Trafik – H.P.T.N. vol. 2 (Mr. MUSTAG sampler vol. 1)

06. PSH – „Udělejte bordel“ (ft. Moja Reč) (prod. DJ Mike Trafik)
- DJ Wich & Rasco (The Untouchables)

„Grizzly (remix)“ (ft. Zverina, Vladimir 518, Čistychov, LA4, Tafrob, Delik, Ektor, Tatínku, Supa, Idea, Boy Wonder, Hugo Toxxx, Fosco Alma, Marat, Majk Spirit, Jay Diesel, Indy, Vec, Paulie Garand, Oliver Lowe, Luzer, Orion, LD & Rest)
- Dramatikz – Morfium

08. „Amsterdam“ (ft. Moja Reč) (prod. Mizero)
- Emeres – Mount Emeres

05. „Pej Mej“ (ft. Delik) (prod. Emeres)
15. „Ľadová princezná“ (ft. Supa, Greg Delcore & D-Tonate) (prod. Emeres)
- Gramo Rokkaz – 2010: Manifest

12. „Teraz mám to, čo ty iba chceš“ (ft. Supa) (prod. Analytik)
- Kenny van Dal

„Rozvlň čo ti mama dala“ (ft. Delik) (prod. Gypsy)
- IdeaFatte – PLUS mixtape

21. „Promotér“ (ft. UL Farma & Supa)
- Lil Seine

„Jsem jiný než si myslíš“ (ft. Delik) (prod. JSM)
- Malyman

„High Dunk“ (ft. Delik)
- Marat Lucas – Soudný den

12. „All in“ (ft. Delik)
- Maximum

„Pozitívum vs. negatívum“ (ft. Delik) (prod. Atak)
- Moja Reč

„MBK Baník Handlová“
„Som čierna“ (ft. Gyöngyi Bódisová)
- Mr. D

„Zakomplexovaný“ (ft. Delik) (prod. YanKiss)
- NobodyListen

„Čínsky múr“ (ft. Delik)
- Palio – Remixtape vol. 2

07. MAAT – „Nahoru do pekla“ (remix) (ft. Jay Diesel & Delik)
- Peca – Po svým

02. "Po svým" (ft. Delik)
- Raprodux

„Uklízeč“ (remix) (ft. Delik)
- Seiz

„Vidím pozitívne“ (remix) (ft. Supa)
- Seiz – Nový svet

06. „Vidím pozitívne“ (ft. Supa)
09. „Nie som vzor“ (ft. Delik)
- Stym – P.O.B

03. „Nemôžeš sa vcítiť“ (ft. Delik)
08. „T.B.B.Č.?“ (Ft. Strapo & Supa)
12. „Ešte jedno“ (ft. Supa)
- Supa

„Starí kokoti“ (ft. Vec) (prod. Věc) (nevydaná skladba z roku 2007)
- UL Farma – Zpátky v reálu

08. „Promotér“ (ft. Supa & Idea)
- Viktor Hazard

„Toto je Hip Hop“ (ft. Mišo Biely, Tatínku, Opak, Vec, Supa, Delik, Vladimir 518, Majk Spirit, Čistychov, Orion, DNA, moe & Zverina)
- ZatrestZET – Hore nohama mixtape vol. 2.

10. „Clubbing complex“ (ft. Delik)
15. „Nahoru do pekla“ (remix) (ft. Delik, LD, Fosco Alma, Jay Diesel & Natalie)

#### 2011
- Adiss – HP mixtape

17. "Úlet" (ft. Supa)
- Adyos

"Asfalt" (MC remix) (ft. Tafrob, Radikal, Delik, S. Barracida & Tatínek) (prod. DJ Fatte)
- Delik

"Dej si to" (Emeres remix) (prod. Emeres)
"Monte Carlo" (Billy Hollywood remix) (prod. Billy Hollywood)
- DJ Spank – 90bpm narozeninový mixtape vol.. 5

27. Delik - "Můj flow"
- Ektor – Topství

"Dřív možná" (ft. Supa) (prod. Billy Hollywood)
- Gibon – Identita

07. "Okamžiky" (ft. Delik) (prod. Maiky)
- IdeaFatte – Dočasně nedostupní

12. "Fenomén" (ft. Moja Reč) (prod. DJ Fatte)
- KomandeReset

"Pomíjivost" (ft. Delik, Majself & Zverina) (scratch: DJ Vec)
- Laky_PNS – Maiestas

08. "Co bude když" (ft. Supa & skip)
- Majk Spirit – Nový člověk

08. "Free" (ft. Delik) (prod. DJ Wich)
14. "VšetkoSpoluHrá" (ft. Supa) (prod. Billy Hollywood)
- Majk Spirit & Delik

"Liga mistrů" (prod. Roman Zámožný)
- Malyman – Indigový chlapec

13. "Thug life" (ft. Delik, Zverina, Majk Spirit & DJ kWe) (prod. LX)
- Mono

"O čem" (ft. Delik) (prod. Cream)
- MVP – Deep throat

"Nákaza" (ft. Delik) (prod. D-Tonate)
- Něco Jiné

"Únik z reality" (ft. Delik)
- Nytomas

"3 in 1" (ft. Delik & Kere)
- Oliver Lowe & Talpa – Peníze nebo život 2

03. "Love" (ft. Delik, Akua Naru & Betty Munro)
05. "Bludišťáci pt. 1" (ft. Regie, Delik & DJ Fatte)
- Tatínek – To jsem já

04. "Mac Gyver" (ft. Delik) (prod. Abe)
11. "Dávej pozor" (ft. Delik) (prod. Tatínek)
04. "Volám ti z budky" (ft. Supa) (prod. Inphy)
- PNS

"Méněcennost" (ft. Moja Reč) (prod. Kynetik)
- Pra3x – Hezky řečeno "

06. "Chtěl jsem jen" (ft. Supa)
- Same

"Tango) (ft. Supa) (prod. Dalib)
- Sentex

"Měl bych snad?" (Ft. Delik) (prod. Fosco Alma)
- Suvereno - Zlatá střední cesta mixtape

19. "Moji zlatí" (ft. Supa)
- Tlustý Karla

"Motivační skladba" (ft. Delik) (prod. Farhan Khan)
- ZatrestZET

"Oceán" (ft. Delik)

#### 2012
- Bio & Rudec - To nej (c) horší, co jsi kdy slyšel

12. "Pojď si pro mě" (ft. Moja Reč) (prod. Rudec)
- Dannie

"Chci proj tmou" (ft. Delik) (prod. Jozef Engerer)
- DJ Enemy - Grand prix

04. "Miluji" (ft. Moja Reč) (prod. DJ Enemy)
- Dillalog (Happy B-Day Mr.Yancey)

08. Delik & Bene - "Vlny"
09. Supa ft. Biomat - "What 's the dill"
- Ektor & DJ Wich - Tetris

15. "Myslím to vážně" (ft. Supa) (prod. DJ Wich)
- Freshtape

01. Moja Reč - "Kousek" (ft. Zdenka Predná) (prod. Jozef Engerer)
12. DJ Mad Skill - "Set for life" (ft. Nironic & Moja Reč) (prod. DJ Mad Skill)
- Godot

"Rocková hvězda" (ft. Delik) (prod. Godot)
- Haf & Beyuz - Blázen čas

05. "Blázen čas" (ft. Moja Reč) (prod. Beyuz)
- L.B. & Damian Custom - ParaNenormál EP

05. "Hej Ty" (ft. Supa)
- Lipo - Víc než hudba

"Neuhýbá z cesty" (ft. Supa)
- Laky_PNS

"Všechno v klidu" (ft. Delik) (prod. Emeres)
- Majk Spirit

"Hip-Hop (remix)" (ft. Věc, Idea, Separ, Supa, Jay Diesel & Nironic) (prod. Billy Hollywood)
- Moja Reč

"Redbull King of the Rock"
- Nironic - The machine

07. "Vítězné náměstí" (ft. Delik) (prod. Mr.. TP)
- Oliver Lowe

02. "Bludišťáci pt. 1 (remix)" (ft. Regie, Delik & DJ Fatte) (prod. Peko & Roland Kanika)
08. "Love (remix)" (ft. Delik, Pharma & Akua Naru) (prod. Deor)
- Radikal - Počátek

06. "Daleko pryč" (ft. Delik) (prod. Jozef Engerer)
11. "Není se za co stydět 2" (ft. Moja Reč) (prod. Freshmaker)
- Sergei Barraduca - Pouliční ekonomická II - Nechvalně proslulý

15. "Nech mě Zari" (ft. Delik & Pastor) (prod. DJ Bussy)
- Strapo & Emeres - 23

05. "Pomotaná hlava" (ft. Supa)
- Strop

"Vypínač" (ft. Delik)
- Věc - Stereo barvy Slepě

1. "Všechno bude OK" (ft. Supa)
15. "3X a dost" (ft. Supa) (prod. DJ Wich)

#### 2013
- Uweno - Dobře bude Mixtape

09. "Říkají mi" (ft. Supa)
- Vladimir 518

"Nemám zájem (SK remix)" (ft. Věc, Moja Reč & Boy Wonder) (prod. DJ Mike Trafik)
- Boyband - Best Of

06. "Jednou nás budou hrát, mami" (ft. Modré Hory, Moja Reč)(prod. Inphy)
- Rene Gat a Roman Dick - Par dopisů z roku 2009

"List 6" (prod. Paulie Garand)
- Ben Cristovao

"Tělo" (ft. Supa) (prod. The Glowsticks)
- MC Gleb - Stanice Zoo Mixtape

09. "Power" (ft. Delik)(prod. komandéra)
- H16 - rými, Hudba, Bůh

08. "Na dně" (ft. Moja Reč)(prod. Grimaso)
- Abe Beats - Stroj času Mixtape

08. "Komu mohu věřit" (H16 ft. Moja Reč)(prod. Abe)
20. "Ta žena je horor" (Moja Reč ft. Ivanhoe)(prod. Abe)
21. "Mám být takový aky nejsem" (ft. Moja Reč)(prod. Abe)
22. "Nejste Kompatibilní" (ft. Moja Reč)(prod. Abe)
25. "Mac Gyver" (Tatínek ft. Delik)(prod. Abe)
- Always & Forever

"Always & Forever" (Wyrus ft.Supa & boso) (prod.Damian Custom)
- DJ Fatte - Soundtrack

21. "Iluzionista" (ft.Moja Řeč, Idea) (prod.DJ Fatte)
- I Love Party Production

"Fckng Prblm" (DJ Yaksha ft. Majk Spirit, Ben Cristovao, Delik, Tatínek) (Pay rmx)
- Hlas Reality - Jeden život, jeden hlas

3. "Chci trochu více" (ft.Supa) (prod.Damian Custom)
- Para

"Edaj Nasvaľi" (ft.Moja Řeč a Sendreiovci)
- Tafrob & Radikal - Headshot

11. "To nejlepší přijde" (ft.Supa, Martina Fabová)(prod. Emeres)
- Zverina - Umělecké dělo

6. "Ukazujeme mír" (ft.Delik, Marián Čekovský)(prod. Mameň)
13. "Prezident" (ft.Supa)
- Delik

"Život na živo" (Svoboda tour track)(prod. Jozef Engerer)
- Nigi - N1G1

7. "La Dolce Vita" (ft.Delik)(prod. Mr.TP)
15. "La Dolce Vita" (ft.Delik, Bio)(rmx)(prod. Mr.TP)
- Grimaso - Heartbeat

2. "Makám stále" (ft.Delik)(prod. Grimaso)
13. "Oči" (ft.Supa)(prod. Grimaso)
16. "Celou noc (remix)" (ft.Orion, Ben Cristovao, Supa, Ektor) (prod.Grimaso)
- SharkaSs - Umělec

7. "Battle rap" (ft.Delik, Lil Gajdy)(prod. Dramaturg)
- Vladis - Diamant

5. "Spokojený" (ft.Supa)(prod. Michal Hruška)

## Koncertní turné

### Moja Reč
| Rok  | Název                                                            | Počet zastávek |
| ---- | ---------------------------------------------------------------- | -------------- |
| 2008 | Makaveli branded Tour (+ Komplot)                                | 25             |
| 2011 | Dočasně nedostupní Dobří chlapci Tour (+ IdeaFatte a DJ AKA)     | 15             |
| 2011 | Dočasně nedostupní Dobří chlapci Tour # 2 (+ IdeaFatte a DJ AKA) | 11             |
| 2012 | XXX Tape Tour                                                    | 21             |

### Sólo
| Rok  | Název                            | Počet zastávek |
| ---- | -------------------------------- | -------------- |
| 2013 | Sam System Tour (Supa a Vec)     | 7              |
| 2013 | Svoboda Tour (Delik a HAHA Crew) | 18             |

## Klipy

### Skupinové klipy
- 1.Moja Řeč

Step back / Otec pije (2006)
- 2.Moja Řeč

1,2,3 / Bereme Vše / Hitmaker (2007)
- 3.Moja Řeč

Slovensko ft. Sani šasi (2009)
- 4.Moja Řeč

Vstaň a ži (2009)-Kvůli problémům se nedotočil.
- 5.Moja Řeč

Krizujeme mapu ft. Idea (2011)
- 6.Moja Řeč

M.J. (2011)
- 7.Moja Řeč

Nočný let (2011)
- 8.Moja Řeč

Pinky a Brain (2012)

### Mimoskupinové klipy
- 1.Kateřina Winterová, Moja Reč, Vec & Supercrooo

Dávej bacha (2006)
- 2.A.M.O.

Ideme Tour ft. Moja Reč (2007)
- 3.IdeaFatte

Máme vás (MCs Remix) ft. Moja Reč, Strapo (2007)
- 4.Vec

Tady ft. Supa (2008)
- 5.Vec

Vánoční klip ft. Moja Reč, Zverina, Hafner (2009)
- 6.Bio

Libertas / Město Hříchu ft. Supa, Majco8kuna (2010)
- 7.Supa

Ještě jedno (2010) prod. Stym
- 8.Viktor Hazard

Toto je Hip-Hop ft. Mišo Bílý, Otecko, Opak, Vec, Supa, Delik, Vladimir 518, Majk Spirit, Čistychov, Orion, DNA, Moe & Zverina (2010)
- 10.Majk Spirit a Delik

Liga majstrov (2011)
- 11.Adyos

Asfalt MC Remix ft. Tafrob, Radikal, Delik, S.Barracuda, Otecko (2011)
- 12.Delik

Terapie na beatu (2012) (prod. Jozef Engerer)
- 13.Suvereno

Moji zlatí ft. Supa (2012)
- 14.Moja Řeč

"Redbull King of the Rock" (2012) (reklama)
- 15.Radikal

"Daleko pryč" (ft. Delik)
- 16. Delik

"Nostalgie" (prod. Jozef Engerer)
- 17. Ben Cristovao

"Tělo" ft. Supa (2013) (prod. The Glowsticks)
- 18. Supa

"Handlová je zpět" (2013) (one take)
- 19. Delik

"Iba ja" (prod. Fatte) 
- 20. Always & Forever

"Always & Forever" (Wyrus ft.Supa & boso) (prod.Damian Custom)
- 21. I Love Party Production

"Fckng Prblm" (DJ Yaksha ft. Majk Spirit, Ben Cristovao, Delik, Tatínek (Pay rmx)
- 22. Para

"Edaj Nasvaľi" (ft.Moja Řeč a Sendreiovci)
- 23. Delik

"Breaking bad" (one take)(prod. Jozef Engerer)
- 24. Delik

"Hudba" (ft.Supa)(prod. Jozef Engerer)
- 25. Delik

"Život na živo" (one take)(prod. Jozef Engerer)
- 26. Delik

"Netradiční vztah" (prod. Jozef Engerer)
- 27. Tafrob & Radikal - Headshot

"To nejlepší přijde" (ft.Supa, Martina Fabová)(prod. Emeres)